# Betzdorf, Rheinland-Pfalz
Betzdorf är en stad i Landkreis Altenkirchen i förbundslandet Rheinland-Pfalz i Tyskland.
Kommunen ingår i kommunalförbundet Verbandsgemeinde Betzdorf-Gebhardshain tillsammans med ytterligare 16kommuner.